# Бэлан, Костикэ
Константин (Костикэ) Бэлан (рум. Constantin "Costică" Bălan; род. 25 августа 1964, Băcani, Васлуй) — румынский легкоатлет, специалист по спортивной ходьбе. Выступал за сборную Румынии по лёгкой атлетике в 1993—2004 годах, чемпион Балкан, победитель и призёр первенств национального значения, действующий рекордсмен страны в ходьбе на 20 км, участник двух летних Олимпийских игр.

## Биография
Костикэ Бэлан родился 25 августа 1964 года в коммуне Бэкани жудеца Васлуй.
Впервые заявил о себе в лёгкой атлетике на международном уровне в сезоне 1993 года, когда вошёл в состав румынской национальной сборной и выступил на чемпионате мира в помещении в Торонто, где в зачёте ходьбы на 5000 метров стал седьмым. Позднее стартовал в ходьбе на 20 км на чемпионате мира в Штутгарте, но здесь во время прохождения дистанции был дисквалифицирован.
В 1994 году стартовал в дисциплине 5000 метров на чемпионате Европы в помещении в Париже и вновь получил дисквалификацию.
На чемпионате мира 1995 года в Гётеборге закрыл двадцатку сильнейших на дистанции 20 км, тогда как в дисциплине 50 км сошёл.
В июне 1996 года одержал победу на чемпионате Румынии в Бухаресте, установив при этом ныне действующий национальный рекорд в ходьбе на 20 км — 1:21:06. Благодаря череде удачных выступлений удостоился права защищать честь страны на летних Олимпийских играх в Атланте — в программе 20-километровой ходьбы показал результат 1:28:36, расположившись в итоговом протоколе соревнований на 45-й строке.
В 1998 году на Кубке Европы по спортивной ходьбе в Дудинце показал в личном зачёте 20 км 34-й результат.
В 1999 году в той же дисциплине занял 23-е место на Кубке мира в Мезидон-Канон.
На Кубке Европы 2000 года в Айзенхюттенштадте финишировал на 12-й позиции. Принимал участие в Олимпийских играх в Сиднее — на сей раз показал время 1:23:42 и финишировал 18-м.
В 2003 году отметился выступлением на Кубке Европы в Чебоксарах, где в личном зачёте 20 км занял 22-е место.
В 2004 году с результатом 1:21:50 одержал победу на домашнем чемпионате Балкан в Решице, в то время как на Кубке мира в Наумбурге был дисквалифицирован.